# 秩父別停車區
秩父別停车区（平假名：おとえパーキングエリア）是位於北海道雨龍郡秩父別町的深川留萌自動車道之停车区。由北海道開發局深川道路事務所管理。

## 連接道路
- 深川留萌自動車道

## 历史
- 2003年7月17日 - 啟用。

## 停车区設施
- 下上行線共用[2]
  - 停車場：小型車、大型車、殘疾人士車位
  - 廁所：包括輪椅人士專用廁所

## 其他
- 秩父別停车区附近有一個秩父別玫瑰園，之間有一條小徑，以便駕車人士在此泊車，前往玫瑰園。

## 鄰近設施
深川留萌自動車道（深川沼田道路）
(1)秩父別IC - 秩父別停车区 - (2)沼田IC

## 相關項目
- 日本服務區與休息區一覽

## 外部連結
- 秩父別玫瑰園 （页面存档备份，存于）
- 北海道開發局 （页面存档备份，存于）
- 秩父別町 （页面存档备份，存于）

Template:深川留萌自動車道